# ساتا

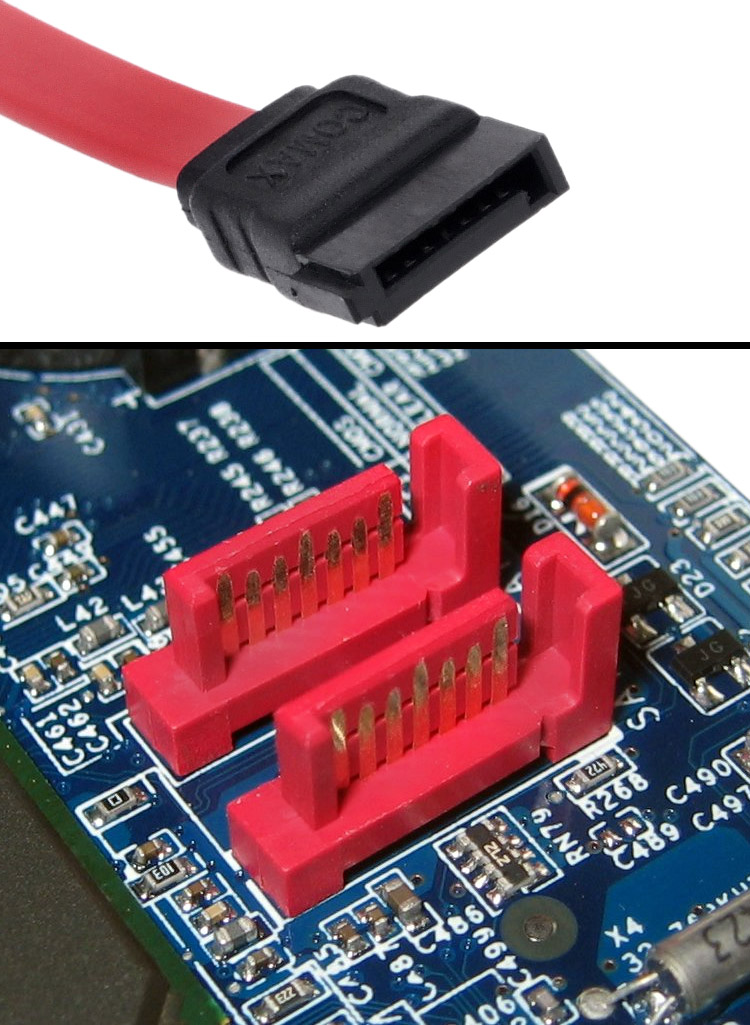
مقبس الناقل ساتا

ساتا (بالإنجليزية: SATA أو Serial ATA)‏ وهو ناقل في الحاسوب تصل ضابط التخزين (Storage Controller) بمعدات التخزين (Mass Storage Device) مثل الأقراص الصلبة ومشغل الأقراص. وهو بديلا للوصلة القديمة التي تستخدم برتكول ATAPI والمعروفة باسم بيئة تطوير متكاملة ومؤخرا باسم مقبس تكنولوجي متقدم متوازي PATA ، ومن أفضلياتها على IDE هي صغر سماكة الوصلة (تستخدم ساتا ثمانية وصلات بينما تستخدم IDE ثمانين وصلة) وقدرة نقل البيانات أسرع وقدرة تركيب ونزع معدات التخزين خلال تشغيل الحاسوب. ولكنها إلى الآن لم تلغ وصلة IDE كليا لأن أغلب لوحات الأم المصنوعة حاليا ما زالت تحتوي على وصلة IDE إلى جانب وصلة ساتا، على الرغم من كثرة استخدام وصلات ساتا إلى حد كبير.

## ميزات

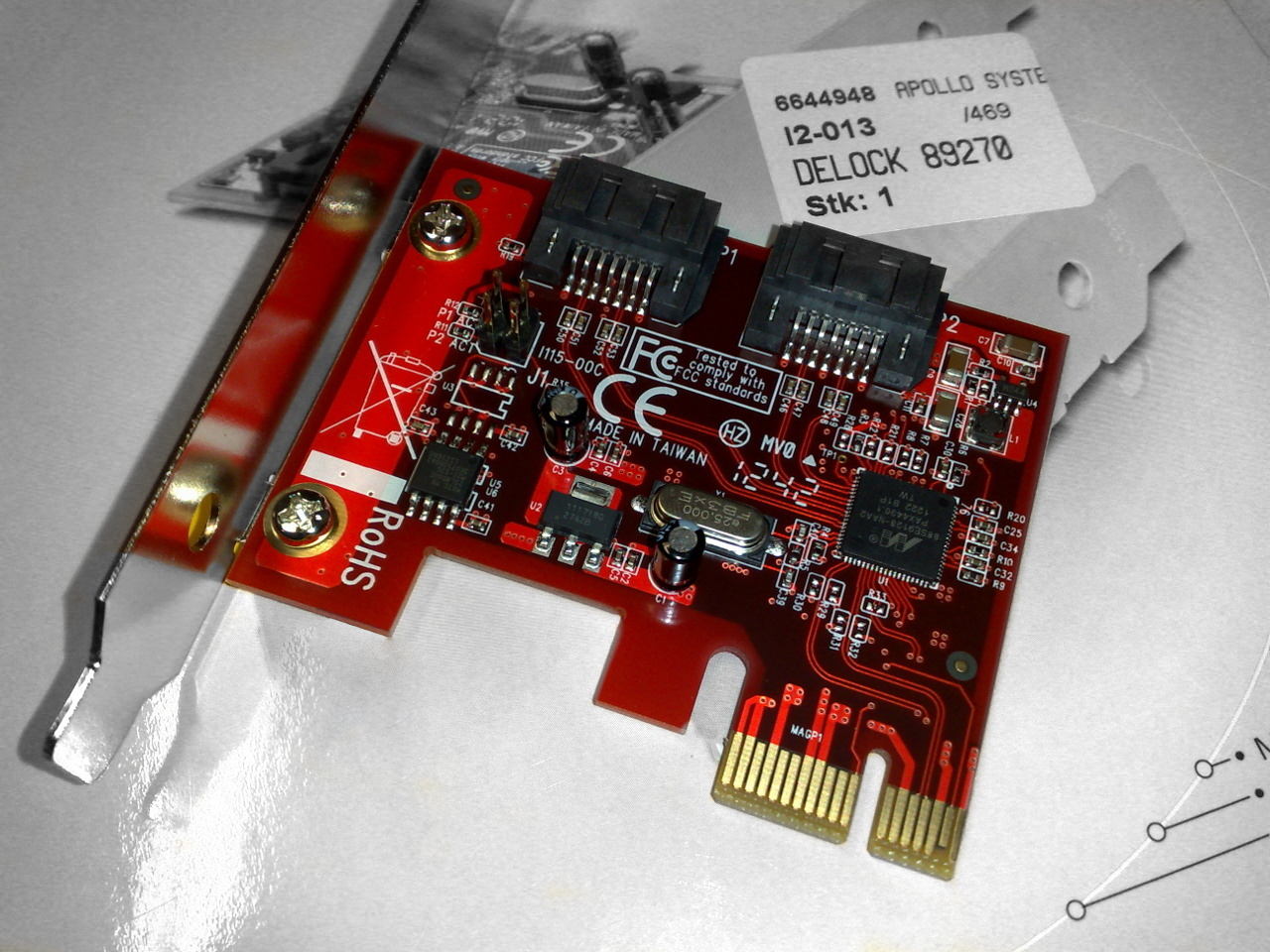

### التوصيل الساخن (توصيل بدون إغلاق الحاسب)
(بالإنجليزية: Hotplug)‏

## الكابلات والموصلات وبوابات الإدخال
(بالإنجليزية: Cables, connectors, and ports)‏

### موصل البيانات
(بالإنجليزية: Data connector)‏
| السن (Pin )# | السن (Pin )# | Mating        | الوظيفة       |
| ------------ | ------------ | ------------- | ------------- |
|              | 1            | 1st           | Ground        |
|              | 2            | 2nd           | A+ (transmit) |
| 3            | 2nd          | A− (transmit) |               |
|              | 4            | 1st           | Ground        |
|              | 5            | 2nd           | B− (receive)  |
| 6            | 2nd          | B+ (receive)  |               |
|              | 7            | 1st           | Ground        |
| —            | —            | —             | Coding notch  |